# Maria Trost (Dobrá Voda)

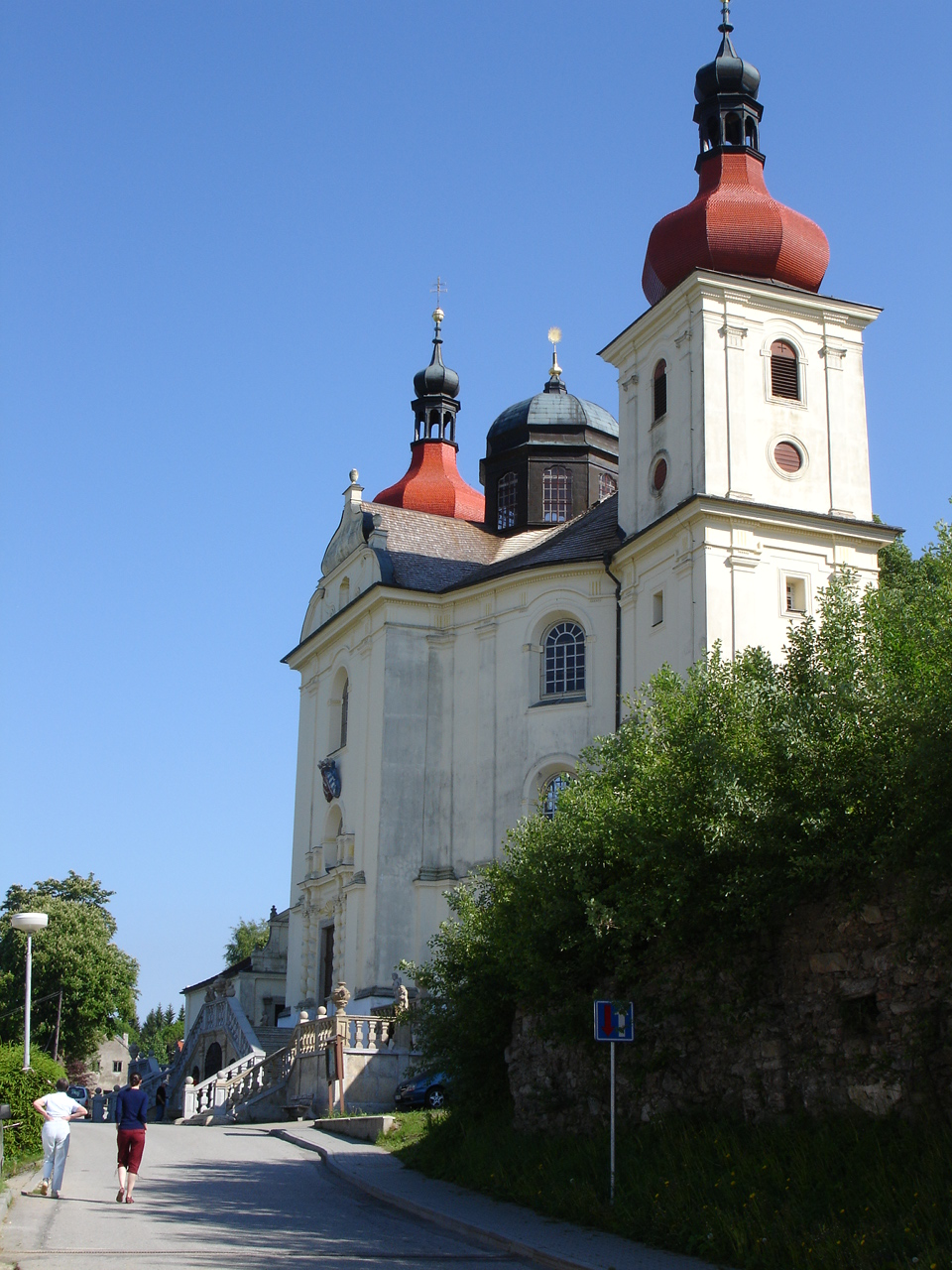
Maria Trost

Die Wallfahrtskirche Maria Trost (tschechisch Poutní kostel P. Marie Těšitelky) befindet sich im Ortsteil Dobrá Voda der Gemeinde Horní Stropnice im Jihočeský kraj in Tschechien. Sie liegt am Abhang des Kuhberges im Gratzener Bergland und bietet einen weiten Ausblick in das Wittingauer Becken.

## Geschichte

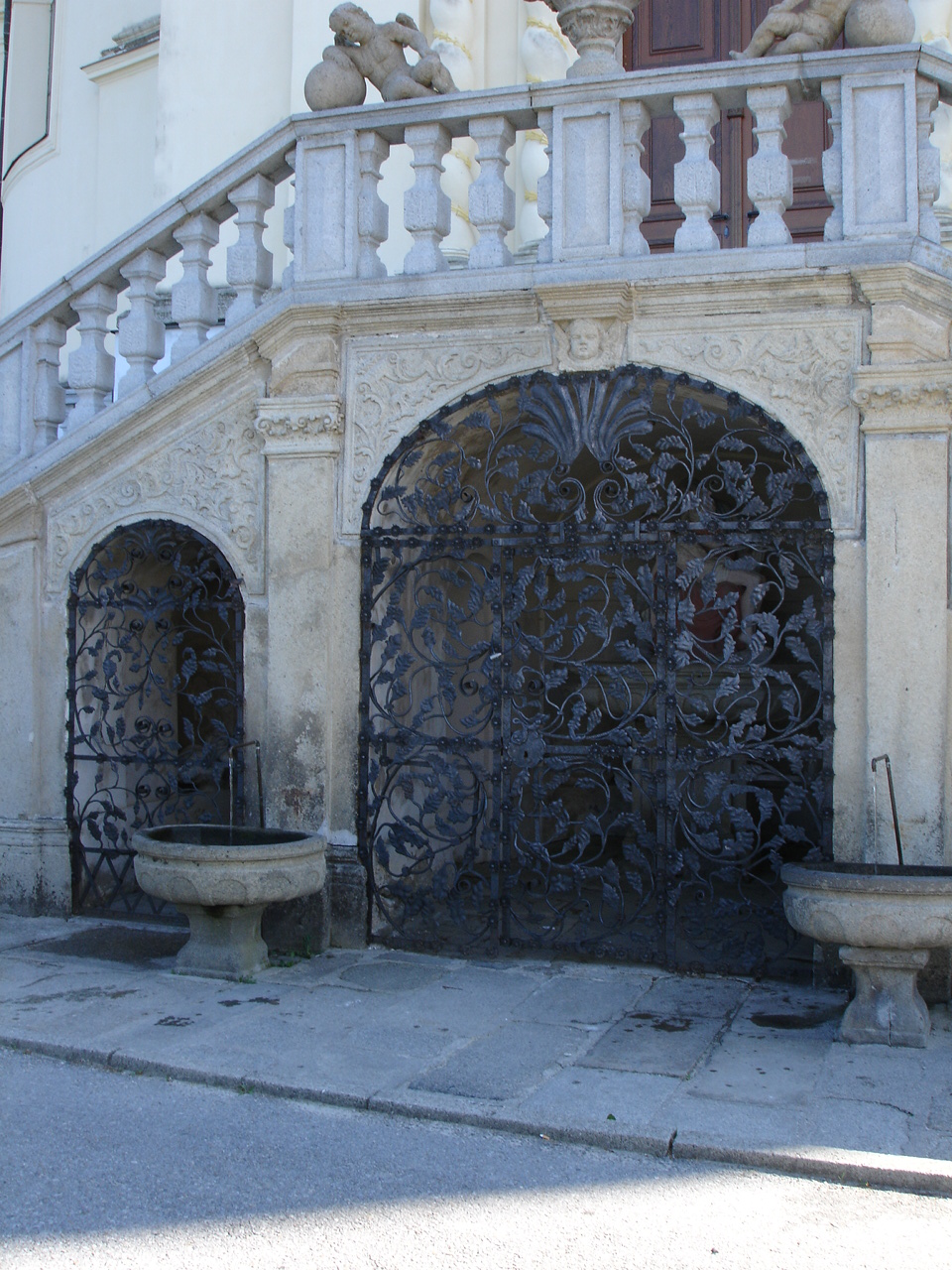
Gitter

Nachdem seit der Mitte des 16. Jahrhunderts im südlich gelegenen Heilbrunn (Hojná Voda) Heilquellen bekannt waren, wurde zwischen Heilbrunn und Rauhenschlag (Chlupatá Ves) am nördlichen Abhang des Kuhberges bei Gratzen eine weitere Heilquelle entdeckt. Nach dem Dreißigjährigen Krieg wurde 1648 an dieser Stelle ein Marterl mit einem Kreuz und einem Marienbild aufgestellt. Seit 1698 wurde die Heilquelle als wundertätig verehrt und als „Brünnl“ bezeichnet. Die Verehrung ging auf eine Erscheinung der Brüder Hans und Matthias aus Schlagles (Paseky) zurück, die am Dreikönigstag 1698 eine Schar von Wallfahrern gesehen haben sollen, die zum Marterl zogen. Nachdem in der Nacht vom 4./5. Oktober 1701 der Bauernsohn Matthias Egidi aus Friedrichschlag (Bedřichov) mehrere Erscheinungen hatte und ihm Gott ein Kirchenmodell zeigte und ihm auftrug, eine solche Kirche an der Stelle des Marterls zu errichten, wurde dort 1701 eine Kapelle erbaut.
Da die Kapelle schon bald die vielen Wallfahrer nicht fassen konnte, ließ der Grundherr der Herrschaft Gratzen, Albert Karl Graf von Buquoy, 1706 den Grundstein für die barocke Wallfahrtskirche „Maria Trost“ legen, die 1715 eingeweiht wurde. Es ist nicht überliefert, von welchem Architekten oder Baumeister die Pläne für das in der Kunstgeschichte Böhmens bedeutende Kirchengebäude stammen. Schon in der Kapelle fand ein Marienbild besondere Verehrung, das später durch eine größere Darstellung ersetzt wurde und in der Wallfahrtskirche bis heute verehrt wird. 1718 wurde der Hauptaltar vergoldet, 1729 entstanden die Fresken.
1762 erhielten in der Wallfahrtskirche 62.000 Katholiken die hl. Kommunion. Zu Beginn des 20. Jh. kamen jährlich etwa 50.000 Pilger in 400 Prozessionen aus Tschechien, Österreich, Mähren, Bayern, Ungarn und Slowenien zum Gnadenbild „Maria Trost“ und zur Heilquelle. Der tschechische Schriftsteller Zikmund Winter nannte den Wallfahrtsort daher das „südböhmische Lourdes“.
1888 erfolgte auf Initiative von Filipino Bucquoy, geborene Czernín, eine gründliche Renovierung mit einer Innenvergoldung des Kirchenraumes.
Nach der Übernahme der Macht in der Tschechoslowakei durch die Kommunisten 1948 konnte die Kirche vor der geplanten Zerstörung gerettet werden, allerdings wurde die Heilquelle zugeschüttet. Heute fließt sie wieder und ist Anziehungspunkt vieler gläubiger Pilger.
Von 2011 bis 2013 kam es zu einer groß angelegten Innenrenovierung der Kirche, auf die 2014 die Außenrenovierung mit der Fertigstellung des Kreuzganges im Jahre 2022 folgte.

## Kirchengebäude

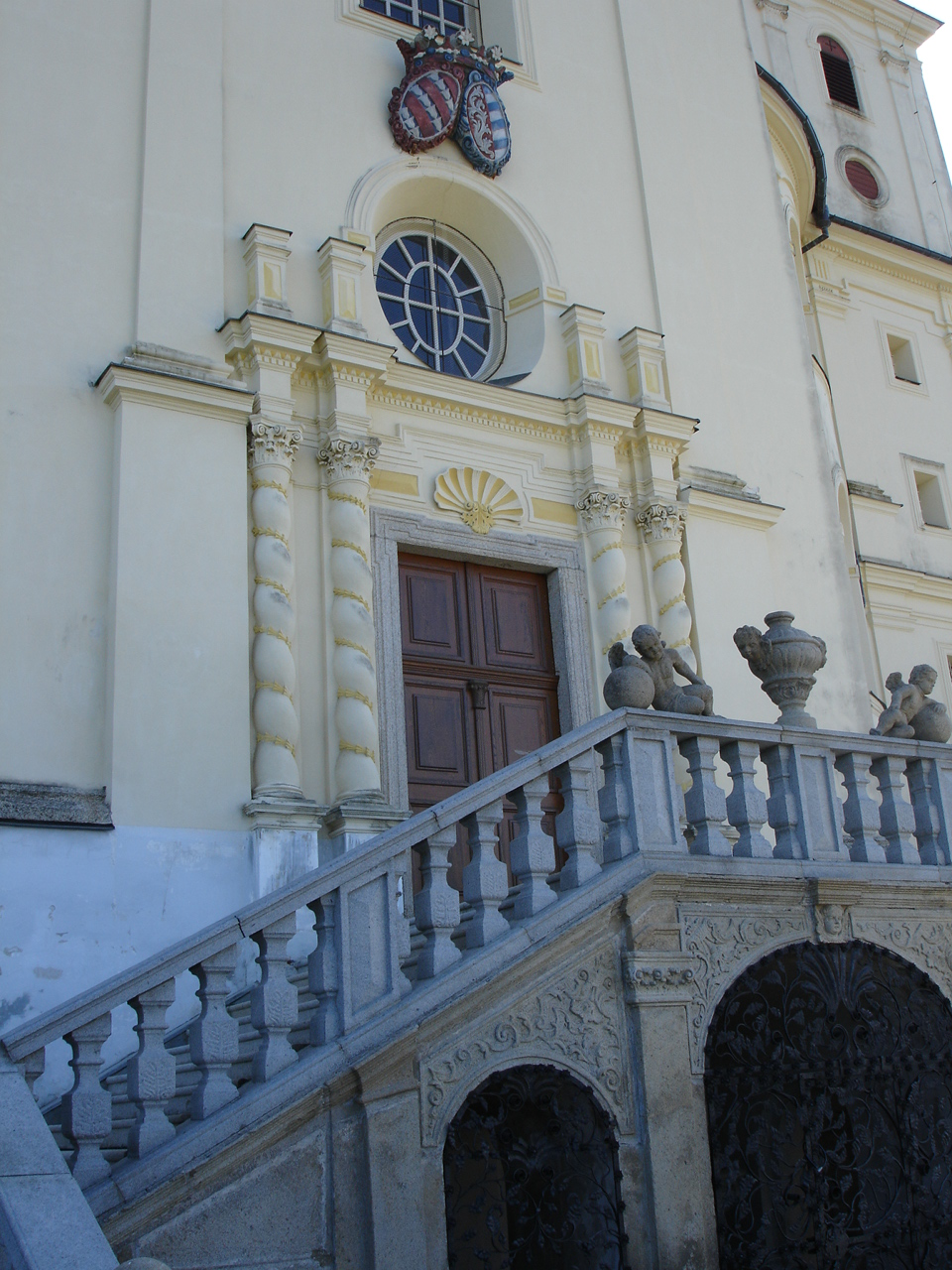
Treppe zum Eingang

Der Aufgang zur Kirche besteht aus einer zweiläufigen Freitreppe. Da sie sich auf halber Höhe noch einmal teilt, führen zwei Stufenanlagen zum Hauptportal, zwei weitere zum Kreuzgang, der die Kirche von drei Seiten umschließt.
Unter dem mittleren Teil der Freitreppe ist eine dreiteilige Kapelle eingebaut, die durch ein eichenlaubgeschmücktes Eisengitter abgeschlossen ist. Im mittleren Teil der Kapelle steht eine Pieta, in den seitlichen Teilen befinden sich Statuen der Heiligen Johannes der Täufer, Hieronymus, Maria Magdalena und Rosalia. In zwei Marmorbecken neben dem Eingang in die Kapelle wurde das als heilkräftig geltende Quellwasser geleitet.
Über dem Hauptportal befindet sich oberhalb des ovalen Fensters ein Doppelwappen des Stifters Albert Karl von Buquoy und seiner Ehefrau Antonia Renata Czernin von und zu Chudenitz. Zwei weitere Kircheneingänge befinden sich im Westen und Süden des Kirchengebäudes.

## Ausstattung
Das Kircheninnere ist 23 Meter lang und 16 Meter breit. Die Kirchenwände mit acht Fenstern und korinthischen Pilastern enthalten Nischen, in denen sich überlebensgroße Statuen der Kirchenväter Hieronymus, Augustinus, Gregor und Ambrosius befinden. Das Deckengemälde von 1729 wurde zuletzt 2013 renoviert und zeigt Gestalten aus dem Alten und dem Neuen Testament sowie Darstellungen von verschiedenen Heiligen und Engeln.

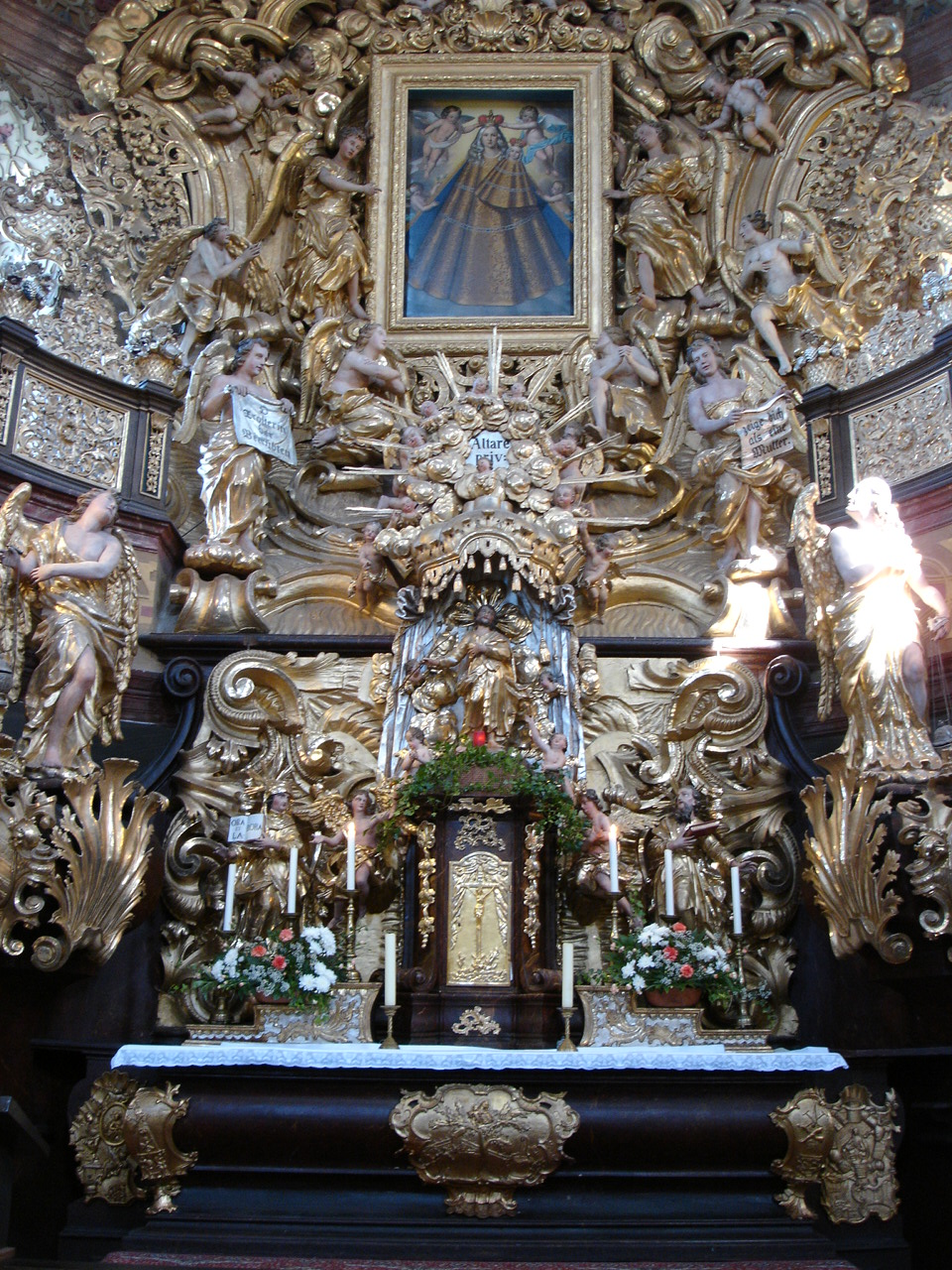
Hauptaltar

- Der Hauptaltar von 1718 besteht aus einem bis zum Gewölbe reichenden Rahmen, in dem goldene Bänder, Wolken und Engelsgestalten zusammengesetzt wurden. Nachdem das ursprüngliche Altarbild 1841 durch einen Blitz zerstört worden war, entstand das heutige Bild 1842 in Krumau. Zu beiden Seiten des Marienbildes stehen große Engelsgestalten mit der Inschrift „O Trösterin der Betrübten, zeige dich als eine Mutter“. Der Altar ist mit Gott Vater sowie einer Taube des Heiligen Geistes im Strahlenkranz bekrönt. Der Altar trägt das Wappen des Grafen Karl Kajetan Buquoy und seiner Ehefrau Philipine von Pálffy. Seitlich des Altars stehen in Nischen die Statuen der Heiligen Leonhard und Antonius.
- Der linke Seitenaltar zeigt unter einem Baldachin den hl. Franz von Assisi mit den Wundmalen sowie die Heiligen Adalbert und Norbert. In einem Oval wird der Mitbegründer des Zisterzienserordens Bernhard von Clairvaux mit der hl. Maria dargestellt.
- Der rechte Seitenaltar ist dem hl. Johann von Nepomuk geweiht und enthält die Statuen der Heiligen Sigismund und Wenzel sowie des Erzengels Michael.
- Die vergoldete Kanzel aus Holz ist mit vielen Putten verziert und Heiligenstatuen umgeben. Auf dem Schalldeckel steht eine Statue des hl. Paulus, der ein Buch und ein Schwert hält.
- Die Orgel im Westen des Kirchenschiffes wurde 1727 aufgestellt. Das Orgelgehäuse ist mit Schnitzereien und Ornamenten verziert. Den oberen Abschluss bildet eine lebensgroße Figur des Königs David mit der Harfe.
- Die Beichtstühle unter der Orgelempore enthalten Bilder des hl. Petrus und der hl. Maria.
- Das Taufbecken im Empirestil entstand Anfang des 19. Jahrhunderts.

## Seelsorge
Bereits 1708 wurden Heilbrunn und Brünnl zu einer selbständigen Pfarrei erhoben. Nach der 1715 erfolgten Weihe stand die Kirche unter dem Kirchenpatronat der Grafen Buquoy, wobei die Seelsorger vom Kloster Hohenfurth gestellt wurden. Erster Pfarrer war P. Philipp Ringler, der ab 1719 in dem neu errichteten Pfarrhof wohnte. Als während der Josephinischen Reformen die Wallfahrtskirche gesperrt werden sollte, wurde Brünnl 1787 zu einer eigenen Pfarrei erhoben, zu der auch Rauhenschlag (Chlupatá Ves) und Schlagles (Paseky) gehörten. 1888 wurde die Kirche auf Veranlassung der Gräfin Philippine Buquoy renoviert und durch den Budweiser Bischof Martin Josef Říha neu geweiht. Das anschließende Pontifikalamt zelebrierte der Hohenfurther Abt Leopold Wackarž.
Nach der Vertreibung der Deutschen aus der Tschechoslowakei nach Ende des Zweiten Weltkriegs im Mai 1945 – Brünnl hatte etwa 300 deutschsprachige Bewohner – und der Machtübernahme der Kommunisten kam die Wallfahrt zum Erliegen. Obwohl das Stift Hohenfurth bereits im April 1950 liquidiert worden war – es lag im Bereich der Grenzbefestigungen der Tschechoslowakei im Kalten Krieg – konnten sich die Zisterzienser in Dobrá Voda noch bis 1952 halten. Durch die Auswirkungen dieses Eisernen Vorhangs war der Ort weitgehend entsiedelt.
Während der Zeit des Prager Frühlings 1968 lebte die Wallfahrt kurze Zeit wieder auf. Nach der Samtenen Revolution von 1989 bis 2005 übernahmen vom Kloster St. Peter und Paul in Gratzen aus österreichische Mönche der Tiroler Servitenprovinz die seelsorgliche Betreuung der Wallfahrtskirche Dobrá Voda (Brünnl) in Tschechien.
Als es für die Serviten zunehmend schwieriger wurde, das Kloster Gratzen, die umliegenden Pfarreien sowie den Wallfahrtsort zu betreuen, kam es bei einem außerordentlichen Provinzkapitel in Innsbruck im Jahre 2005 zur Übergabe der Seelsorge an die Gemeinschaft Familie Mariens. So wurde der Wallfahrtsort wieder zum Leben erweckt.